# Дільгайм
Дільгайм (нім. Dielheim) — громада в Німеччині, у землі Баден-Вюртемберг. Підпорядковується адміністративному округу Карлсруе. Входить до складу району Рейн-Неккар.
Площа — 22,67 км2. Населення становить 9078 ос. (станом на 31 грудня 2020).

## Географії

### Сусідні міста та громади
Дільгайм межує з 8 містами / громадами:
- Мауер
- Меккесгайм
- Зінсгайм
- Мюльгаузен
- Рауенберг
- Віслох
- Зінсгайм
- Гайдельберг

## Галерея

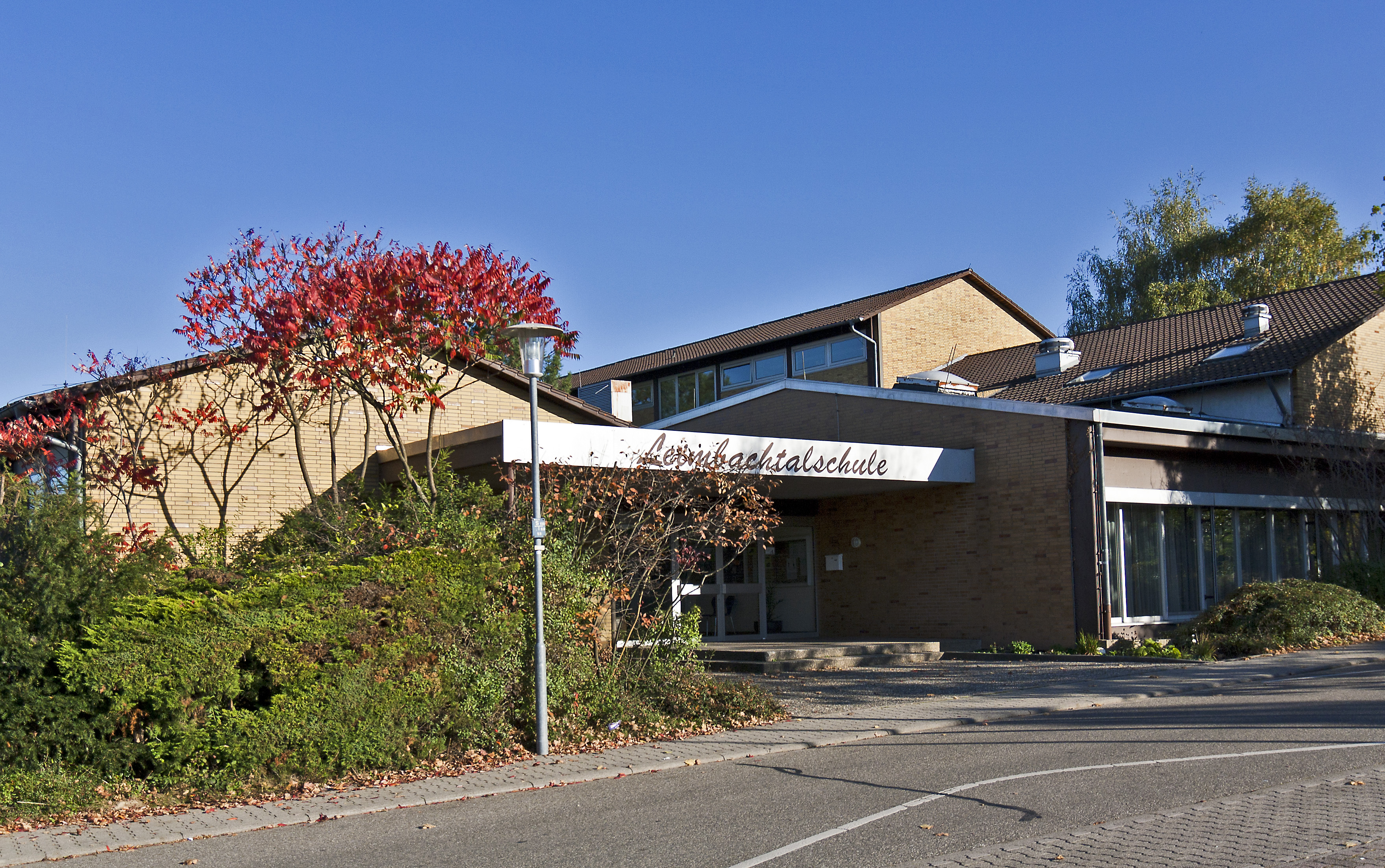